# Ensted Sogn
Ensted Sogn er et sogn i Aabenraa Provsti (Haderslev Stift).
Ensted Sogn hørte til Lundtoft Herred i Aabenraa Amt. Ensted sognekommune blev ved kommunalreformen i 1970 indlemmet i Aabenraa Kommune.
I Ensted Sogn ligger Ensted Kirke.
I sognet findes følgende autoriserede stednavne:
- Agsø (vandareal)
- Begyndt (bebyggelse)
- Hjulsø (vandareal)
- Hostrup Krat (areal)
- Hostrup Mark (bebyggelse)
- Hostrupskov (bebyggelse)
- Klattrup (bebyggelse)
- Lundsbjerg (bebyggelse)
- Røllum (bebyggelse, ejerlav)
- Røllumskov (bebyggelse)
- Snelskær (landbrugsejendom)
- Stubbæk (bebyggelse, ejerlav)
- Stubbæk Mark (bebyggelse)
- Styrtom (bebyggelse)
- Sønder Hostrup (bebyggelse, ejerlav)
- Torp (bebyggelse)
- Vingelhøj (bebyggelse)
- Årup (bebyggelse)
- Årup Skov (areal)

## Afstemningsresultat
Folkeafstemningen ved Genforeningen i 1920 gav i Ensted Sogn 531 stemmer for Danmark, 143 for Tyskland. Af vælgerne var 81 tilrejst fra Danmark, 58 fra Tyskland.